# Rue La Fayette (Nancy)
Pour les articles homonymes, voir Rue La Fayette.
La rue La Fayette, parfois orthographié rue Lafayette, est une voie de la commune française de Nancy, dans le département de Meurthe-et-Moselle, en région Lorraine (Grand Est).

## Situation et accès
La rue La Fayette est sise au sein de la Vieille-ville de Nancy, à proximité de la basilique Saint-Epvre et du palais ducal. La voie appartient administrativement au quartier Ville-Vieille - Léopold.
Débutant à son extrémité septentrionale place du Colonel-Fabien, la rue La Fayette adopte une direction générale nord-sud. La voie finit au sud à l'intersection partagée avec les rues de la Monnaie et Callot, près de la place éponyme, et ce sans croiser d'autres voies.

## Origine du nom
Cette rue porte le nom du marquis de La Fayette (1757-1834), héros de la guerre d'indépendance des États-Unis.

## Historique
Après avoir porté le nom de « rue des Dames-Prêcheresses » , « rue Helvétius » en 1791, « rue des Dames-Prêcheresses » en 1814, « rue des Dames » en 1830, « rue d'Amerval » en 1837, elle prend sa dénomination actuelle le 30 décembre 1839.